# ジャラハギン
ジャラハギン(Jararhagin、EC 3.4.24.73)は、酵素である。この酵素は、インスリンB鎖のHis10-Leu、Ala14-Leu、Tyr16-Leu及びPhe24-Phe結合を加水分解する反応を触媒する。
このエンドペプチダーゼは、ハララカの毒に含まれる。